# Parrocchia di Vernon
La parrocchia di Vernon (in inglese Vernon Parish) è una parrocchia dello Stato della Louisiana, negli Stati Uniti. La popolazione al censimento del 2000 era di 52 531 abitanti. Il capoluogo è Leesville.
La parrocchia (in Louisiana le parrocchie costituiscono un livello amministrativo equivalente a quello delle contee degli altri stati degli USA) fu creata nel 1871.